# Valérie Devaux
Valérie Galli-Devaux (ur. 29 kwietnia 1967 w Akwitanii) – francuska szpadzistka, dwukrotna medalistka mistrzostw świata.
Podczas mistrzostw świata w Orleanie w 1988 roku Francuzki w składzie: Brigitte Benon, Valérie Devaux, Nathalie Devillers, Sophie Moressée-Pichot i Jacqueline Rodenbach zdobyły srebro w zawodach drużynowych. Na rozgrywanych trzy lata później mistrzostwach świata w Budapeszcie ponownie zdobyła srebrny medal w drużynie. W tej samej konkurencji była też między innymi czwarta na mistrzostwach świata w Hawanie w 1992 roku.
Nigdy nie wzięła udziału w igrzyskach olimpijskich.